# Gavignano (Alta Córsega)
Gavignano é uma comuna francesa na região administrativa de Córsega, no departamento da Alta Córsega. Estende-se por uma área de 10,94 km². 